# Anisostachya taviala
Anisostachya taviala är en akantusväxtart som beskrevs av Raymond Benoist. Anisostachya taviala ingår i släktet Anisostachya och familjen akantusväxter. Inga underarter finns listade i Catalogue of Life.